# Pak Fauj
L'Esercito pakistano (in urdu پاک فوج Pak Fauj) è la componente terrestre delle forze armate pakistane. Si è costituito dopo l'indipendenza del Pakistan a partire dal 1947.
È una forza armata professionalizzata che non prevede la leva obbligatoria. Il Pakistan è l'unica nazione del mondo islamico che ha delle donne in posizioni di comando militare importanti.
Il Presidente del Pakistan ricopre l'incarico di comandante in capo civile. Il Capo di stato maggiore dell'esercito pakistano è un generale a quattro stelle ed è nominato dal presidente che deve consultarsi e ricevere la conferma dal primo ministro.

## Equipaggiamento

### Siti informativi
- PakDef.info - Pakistan Military Consortium, su pakdef.info. URL consultato il 31 maggio 2010 (archiviato dall'url originale il 31 dicembre 2010).
- GlobalSecurity.org.
- defence.pk - Pakistan Defence, su defence.pk. URL consultato il 31 maggio 2010 (archiviato dall'url originale l'8 agosto 2010).